# U-1203
| U-1203                     | U-1203                                                         | U-1203                                                         |
| -------------------------- | -------------------------------------------------------------- | -------------------------------------------------------------- |
|                            |                                                                |                                                                |
|                            |                                                                |                                                                |
|                            |                                                                |                                                                |
| Під прапором               | Третій рейх                                                    | Третій рейх                                                    |
| Спуск на воду              | 9 грудня 1943 року                                             | 9 грудня 1943 року                                             |
| Виведений зі складу флоту  | 9 травня 1945 року                                             | 9 травня 1945 року                                             |
| Сучасний статус            | потоплений                                                     | потоплений                                                     |
| Проєкт                     |                                                                |                                                                |
| Тип ПЧ                     | Торпедний ДПЧ                                                  | Торпедний ДПЧ                                                  |
| Основні характеристики     |                                                                |                                                                |
| Швидкість (надводна)       | 17,7 вузла                                                     | 17,7 вузла                                                     |
| Швидкість (підводна)       | 7,6 вузла                                                      | 7,6 вузла                                                      |
| Робоча глибина занурення   | 100 м                                                          | 100 м                                                          |
| Гранична глибина занурення | 220 м                                                          | 220 м                                                          |
| Екіпаж                     | 44 особи                                                       | 44 особи                                                       |
| Розміри                    |                                                                |                                                                |
| Довжина найбільша (по КВЛ) | 67,1 м                                                         | 67,1 м                                                         |
| Ширина корпусу найб.       | 6,2 м                                                          | 6,2 м                                                          |
| Висота                     | 9,6 м                                                          | 9,6 м                                                          |
| Середня осадка (по КВЛ)    | 4,70 м                                                         | 4,70 м                                                         |
| Водотоннажність надводна   | 769 т                                                          | 769 т                                                          |
| Озброєння                  |                                                                |                                                                |
| Артилерія                  | одна палубна гармата калібру 88-мм, одна 20-мм зенітна гармата | одна палубна гармата калібру 88-мм, одна 20-мм зенітна гармата |
| Торпедно- мінне озброєння  | 4 носових і один кормовий ТА. 14 торпед або 26 мін             | 4 носових і один кормовий ТА. 14 торпед або 26 мін             |

U-1203 — німецький підводний човен типу VIIC, часів Другої світової війни.
Замовлення на будівництво човна віддане 14 жовтня 1941 року. Човен заклали на верфі суднобудівної компанії «F Schichau» у місті Данциг 15 травня 1943 року під заводським номером 1573, спущений на воду 9 грудня 1943 року. 10 лютого 1944 року увійшов до складу 8-ї флотилії. Також за час служби входив до складу 11-ї флотилії.
Човен виконав 1 бойовий похід, в якому потопив 1 допоміжний військовий корабель.
Капітулював 9 травня 1945 року у Лофіорді, поблизу Тронгейму Норвегія. 29 травня 1945 року переведено до Лох-Раяну, Шотландія. Потоплений 8 грудня 1945 року північніше Ірландії (55°50′ пн. ш. 10°05′ зх. д. / 55.833° пн. ш. 10.083° зх. д.) у рамках проведення операції «Дедлайт».

## Командири підводного човна
- Оберлейтенант-цур-зее Еріх Штайнбрінк (10 лютого 1944 — 16 липня 1944);
- Оберлейтенант-цур-зее Зігурд Зегер (17 липня 1944 — 9 травня 1945).

## Потоплені та пошкоджені кораблі[3]
| Назва                 | Тип                   | Належність                        | Дата           | Тоннаж (БРТ) | Вантаж | Статус    | Місце                                                      |
| HMS Ellesmere (FY204) | протичовновий траулер | Королівський ВМФ Великої Британії | 24 лютого 1945 | 580          |        | потоплено | 49°04′ пн. ш. 05°31′ зх. д. / 49.067° пн. ш. 5.517° зх. д. |